# Campionati europei di ciclismo su pista 2025 - Corsa a punti maschile
La gara della corsa a punti maschile ai Campionati europei di ciclismo su pista 2025 si svolse il 13 febbraio 2025 presso il Omnisport Heusden-Zolder di Heusden-Zolder, in Belgio.

## Risultati
La gara consta di 160 giri (40km), con uno sprint ogni 16 giri.
| Pos | Atleta                | Nazione                       | Punti giro | Punti sprint | Ordine finale | Punti |
| --- | --------------------- | ----------------------------- | ---------- | ------------ | ------------- | ----- |
| 1   | Iúri Leitão           | Portogallo                    | 100        | 57           | 2             | 157   |
| 2   | Yanne Dorenbos        | Paesi Bassi                   | 100        | 14           | 3             | 114   |
| 3   | Jasper De Buyst       | Belgio                        | 80         | 26           | 7             | 106   |
| 4   | Clément Petit         | Francia                       | 80         | 23           | 10            | 103   |
| 5   | Matyáš Koblížek       | Rep. Ceca                     | 80         | 6            | 14            | 86    |
| 6   | Wojciech Pszczolarski | Polonia                       | 40         | 7            | 4             | 47    |
| 7   | Roger Kluge           | Germania                      | 40         | 7            | 20            | 47    |
| 8   | Lukas Rüegg           | Svizzera                      | 40         | 6            | 6             | 46    |
| 9   | Juan David Sierra     | Italia                        | 20         | 18           | 1             | 38    |
| 10  | Nejc Peterlin         | Slovenia                      | 20         | 5            | 13            | 25    |
| 11  | Ilya Savekin          | Atleti Neutrali Autorizzati 2 | 20         | 3            | 8             | 23    |
| 12  | Alon Yogev            | Israele                       | 20         | 2            | 19            | 22    |
| 13  | Matt Walls            | Regno Unito                   | 0          | 6            | 5             | 6     |
| 14  | Bertold Drijver       | Ungheria                      | 0          | 3            | 17            | 3     |
| 15  | Raphael Kokas         | Austria                       | 0          | 1            | 15            | 1     |
| 16  | Joan Roca             | Spagna                        | 0          | 0            | 11            | 0     |
| 17  | Martin Chren          | Slovacchia                    | 0          | 0            | 18            | 0     |
| 18  | Daniel Crista         | Romania                       | -20        | 3            | 21            | -17   |
| 19  | Conrad Haugsted       | Danimarca                     | -20        | 0            | 9             | -20   |
| 20  | Heorhii Chyzhykov     | Ucraina                       | -20        | 0            | 12            | -20   |
| 21  | Gustav Johansson      | Svezia                        | -20        | 0            | 16            | -20   |
| 22  | Mustafa Tarakçı       | Turchia                       | -40        | 0            | -             | DNF   |
| 23  | Nikolas Klimavičius   | Lituania                      | -40        | 0            | -             | DNF   |